# Naunhof (Leisnig)
Naunhof ist ein Ortsteil der Stadt Leisnig im Landkreis Mittelsachsen. 1990 hatte der Ort 744 Einwohner. 1952 wurde Beiersdorf eingemeindet, 1963 Zollschwitz, Naundorf und Altenhof, 1999 erfolgte der Zusammenschluss mit Bockelwitz, 2012 ging er mit diesem nach Leisnig.

## Geschichte
Naunhof entstand im 12.–13. Jahrhundert im Zuge des Landesausbaus im Pleißenland. Die Tatsache, dass Naunhof und Altenhof nicht in Urkunden von Kloster Buch erscheinen, jedoch zweifellos immer dem Kloster gehört haben, führt zu der Annahme, dass sich beide auf der Flur des Dorfes Buch befanden, die bis zur Freiberger Mulde reichte. Auf dieser Flur hatten die Herren von Buch ihren Hof, der nach der Gründung des Klosters zum „Alten Hof“ und später zur Grangie Buch wurde. Die gesamte Flur wird zur Gründungsausstattung des Klosters Buch gehört haben. Auch in Urkunden des Klosters Sornzig wird Naunhof nicht genannt, obwohl die Burggrafen von Leisnig auch dieses Kloster bedachten. Naunhof war eben schon vergeben.
1378 hatte Naunhof jährlich 36 Scheffel Korn und dasselbe in Hafer, dazu ein Küchenrind, an das castrum Leisnig zu liefern.
1548 nennt das Amtserbbuch von Kloster Buch zu Naunhof „12 besessene Mann, darunter 7 Pferdner, die sind alle dem Kloster Buch lehen- und zinsbar“ mit 19½ Hufen. Das Obergericht gehörte ins Amt Leisnig, das Erbgericht ins Amt Kloster Buch. 
Der Ort war stets nach Altenhof gepfarrt.
Am 1. Januar 1952 wurde die bis dahin eigenständige Gemeinde Beiersdorf eingegliedert.